# Nunapitchuk
Nunapitchuk é uma cidade localizada no estado americano de Alasca, no Condado de Berrien.

## Demografia
Segundo o censo americano de 2000, a sua população era de 466 habitantes.
Em 2006, foi estimada uma população de 470, um aumento de 4 (0.9%).

## Geografia
De acordo com o United States Census Bureau, a localidade tem uma área de 22,1 km², dos quais 20,3 km² cobertos por terra e 1,8 km² cobertos por água.

## Localidades na vizinhança
O diagrama seguinte representa as localidades num raio de 48 km ao redor de Nunapitchuk.